# Acquedotto del Colorado

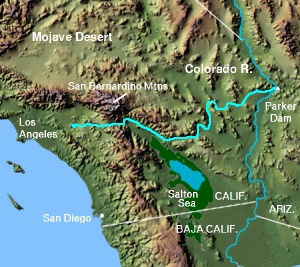
Percorso dell'acquedotto del Colorado

L'acquedotto del Colorado è un canale artificiale, lungo 392 km, situato nel sud della California, negli Stati Uniti.
L'acquedotto rifornisce la California con l'acqua del fiume Colorado, attraversando il deserto del Mojave. La condotta, gestita dal Metropolitan Water District of Southern California (MWD) è una delle principali fonti di approvvigionamento idrico del sud della California.

## Descrizione
L'acquedotto parte dal lago Havasu in Arizona, attraversa la parte meridionale del deserto del Mojave, passando a lato di alcune piccole montagne e incrocia l'angolo meridionale del Parco nazionale Joshua Tree. In seguito passa a nord del Salton Sea, devia verso nord-ovest in direzione delle montagne di San Bernardino, attraversa le montagne di San Giacinto a ovest di Palm Springs e termina il suo percorso nel Lago Matthews, nella parte occidentale della contea di Riverside.
Venne costruito tra il 1933 e il 1941 per garantire il rifornimento di acqua potabile alle comunità gravitanti intorno a Los Angeles e rappresenta la più grande opera pubblica portata a termine nel periodo della grande depressione. Il progetto impiegò 30.000 operai durante i 9 anni necessari al suo completamento, fino ad un massimo di 10.000 addetti contemporaneamente.
La costruzione di questo acquedotto viene anche considerata la principale ragione dello sviluppo economico e industriale della zona durante la seconda guerra mondiale e nei decenni successivi.
Nel 1992 l'associazione degli ingegneri civili degli USA ha dichiarato questo manufatto come una delle sette meraviglie delle costruzioni ingegneristiche americane.